# ドラゴンボールZ 偉大なるドラゴンボール伝説
『ドラゴンボールZ 偉大なるドラゴンボール伝説』（ドラゴンボールゼット いだいなるドラゴンボールでんせつ）は、1996年5月31日にバンダイから発売されたPlayStation、セガサターン用対戦型格闘ゲーム。

## 概要
アニメ『ドラゴンボールZ』終了後（『ドラゴンボールGT』放送中）に発売されたゲームである。PCエンジンの『ドラゴンボールZ 偉大なる孫悟空伝説』のシステムをベースにしている。
PlayStation（PS）版とセガサターン（SS）版では開発元が異なっており、操作性および、一部のキャラクターが使用する技、演出なども異なる。闘いかたによって怒ったり焦ったりなど表情も細かく変化する。

## ゲーム内容
基本は最高3対3の闘いである。味方の攻撃やラッシュを相手に当てて、パワーバランスゲージが青でいっぱいになるとチェーンヒット必殺技が発動しダメージを与えられる。
Zキャンペーンモードのみ、オーバービュー画面を呼び出して戦いに挑むキャラクターを最大3人まで選ぶことができる。この画面中は、待機中のキャラクターやストーリーに関係しているキャラクターが、様々な状況に応じて応援したり、コメントしたりする。

### モード
Zキャンペーン
8つに区切られた原作のエピソードに沿って戦うモード。「どの敵キャラと闘う時に、誰が何人で闘うか」「原作通りに敵キャラから仲間が倒されるシーンを再現するか」など、どれだけ原作を再現できたかがステージクリア時にZランクにより評価され、全エピソードクリア時にZランクが450ポイント以上あるとSPエンディングが見られる。
VSバトル
1PVSCPU
1PVS2P
CPUVSCPU
SPバトル
1人対多数のハンデ戦が楽しめるセガサターンオリジナルのモード。登場キャラクターすべてを勝ち抜いていくためステージ数が多い。
オプション
難易度などの設定ができる。

## エピソードと登場キャラクター
技名やキャラクター名は説明書や攻略本から判明しているものを表記する。8つあるシナリオをクリアするたびに、原作に沿ったビジュアルシーンが流れる。
エピソード（全8種類）
- エピソード1 異星人戦士来襲! 戦闘民族サイヤ人 対 Z戦士
- エピソード2 激闘惑星戦士! Z戦士 対 ギニュー特戦隊
- エピソード3 ナメック星最終決戦! Z戦士 対 フリーザ
- エピソード4 脅威の敵あらわる! 人造人間 対 Z戦士
- エピソード5 最高レベルの決戦! Z戦士  対完全体セル
- エピソード6 悪夢の到来! 甦る魔人 対 宿命の戦士たち
- エピソード7 地球壊滅! 恐怖の魔人 対 新たなる力!
- エピソード8 ファイナルバトル! Z戦士 対 最強魔人!!

登場キャラクター（全28人）
- 孫悟空（声：野沢雅子）
- 孫悟飯（声：野沢雅子）
- 孫悟天（声：野沢雅子）
- ベジータ（声：堀川亮）
- TRUNKS（声：草尾毅）
- トランクス（声：草尾毅）
- ピッコロ（声：古川登志夫）
- クリリン（声：田中真弓）
- ベジット（声：野沢雅子&堀川亮）
- ゴテンクス（声：野沢雅子&草尾毅）
- ナッパ（声：飯塚昭三）
- ギニュー（声：堀秀行）
- リクーム（声：内海賢二）
- バータ（声：岸野幸正）
- ジース（声：田中和実）
- グルド（声：塩屋浩三）
- フリーザ（声：中尾隆聖）
- 人造人間16号（声：緑川光）
- 人造人間17号（声：中原茂）
- 人造人間18号（声：伊藤美紀）
- 人造人間19号（声：堀之紀）
- 人造人間20号（Dr.ゲロ）（声：矢田耕司）
- セル（声：若本規夫）
- セルジュニア（声：中原茂）
- ダーブラ（声：大友龍三郎）
- 魔人ブウ（無邪気⇒善）（声：塩屋浩三）
- 魔人ブウ（悪）（声：塩屋浩三）
- 魔人ブウ（純粋）（声：塩屋浩三）

### エピソード1 異星人戦士来襲! 戦闘民族サイヤ人 対 Z戦士
最初から使えるのはこの6人だけだが、エピソードをクリアしていけば使用できるようになる。
操作キャラクター
- 孫悟空

チェーンヒット技（かめはめ波、元気玉）
- 孫悟飯（幼年）

チェーンヒット技（魔閃光）
- ピッコロ

チェーンヒット技（魔貫光殺砲、激烈光弾〈PS版〉or魔空包囲弾〈SS版〉）
- クリリン

チェーンヒット技（拡散エネルギー弾〈PS版〉or気円烈斬〈SS版〉）
敵キャラクター
- ナッパ

チェーンヒット技（爆発波〈PS版〉or栽培マンアタック〈SS版〉）
- ベジータ

チェーンヒット技（ビッグバンアタック〈PS版〉orギャラクシーブレイカー〈SS版〉）

### エピソード2 激闘惑星戦士!Z戦士 対 ギニュー特戦隊
操作キャラクター
- 孫悟空
- 孫悟飯（幼年）
- クリリン
- ベジータ

敵キャラクター
- ギニュー特戦隊
  - ギニュー

チェーンヒット技（エネルギー波、ボディーチェンジ[5]）
  - リクーム

チェーンヒット技（リクームデスドライバー〈PS版〉orリクームイレイザーガン〈SS版〉）
  - バータ

チェーンヒット技（ハイスピードレボリューション[5]）
  - ジース

チェーンヒット技（クラッシャーボール）
  - グルド

チェーンヒット技（サイコキネシス[5]）

### エピソード3 ナメック星最終決戦! Z戦士 対 フリーザ
操作キャラクター
- 孫悟空
- 超悟空

チェーンヒット技（瞬間移動かめはめ波、かめはめ波）
- 孫悟飯（幼年）
- ピッコロ
- クリリン
- ベジータ

敵キャラクター
- フリーザ

チェーンヒット技（フリーザサイコキネシス、大地烈斬、フリーザビーム）

### エピソード4 脅威の敵あらわる! 人造人間 対 Z戦士
操作キャラクター
- 超悟空
- 孫悟飯（少年）
- ピッコロ
- クリリン
- TRUNKS

チェーンヒット技（ヒートドームアタック、バーニングアタック〈PS版〉orトランクスソード〈SS版〉）
- 超ベジータ

チェーンヒット技（ビッグバンアタック〈PS版〉orギャラクシーブレイカー〈SS版〉）
敵キャラクター
- 人造人間19号
- 人造人間20号

チェーンヒット技（エネルギー吸収）
- 人造人間17号
- 人造人間18号

チェーンヒット技（ブラッディーサクセッション）
- 人造人間16号

チェーンヒット技（ヘルズアタック〈PS版〉orヘルズフラッシュ〈SS版〉）

### エピソード5 最高レベルの決戦! Z戦士 対 完全体セル
操作キャラクター
- 超悟空
- 超悟飯（少年）

チェーンヒット技（かめはめ波）
- ピッコロ
- クリリン
- TRUNKS
- 超ベジータ

チェーンヒット技（ビッグバンアタック〈PS版〉orギャラクシーブレイカー〈SS版〉、ファイナルフラッシュ）
敵キャラクター
- セル

チェーンヒット技（衝撃波、超かめはめ波）
- セルジュニア

チェーンヒット技（かめはめ波）

### エピソード6 悪夢の到来! 甦る魔人 対 宿命の戦士たち
操作キャラクター
- 超悟空
- 超悟飯（青年）

チェーンヒット技（かめはめ波）
- 孫悟天

チェーンヒット技（悟天アタック）
- トランクス

チェーンヒット技（気功波）
- 超ベジータ

敵キャラクター
- ダーブラ
- 超ベジータ（洗脳）
- 魔人ブウ（無邪気）

チェーンヒット技（ブウボム）

### エピソード7 地球壊滅! 恐怖の魔人 対 新たなる力!
操作キャラクター
- 超サイヤ人3孫悟空

チェーンヒット技（ジャイアントスイング、超かめはめ波）
- 最強戦士悟飯

チェーンヒット技（爆裂ラッシュ）
- ピッコロ
- 孫悟天
- トランクス
- ゴテンクス

チェーンヒット技（スーパーゴーストカミカゼアタック、ギャラクティカドーナツ）
敵キャラクター
- 魔人ブウ（無邪気）
- 魔人ブウ（悪）

チェーンヒット技（超拡散連続エネルギー弾）

### エピソード8 ファイナルバトル! Z戦士 対 最強魔人!!
操作キャラクター
- ベジット

チェーンヒット技（連続エネルギー弾〈SS版〉orフラッシュソードアタック〈PS版〉）
- 超サイヤ人3孫悟空
- 超ベジータ
- 魔人ブウ（善）

敵キャラクター
- 魔人ブウ（悪）
- 魔人ブウ（純粋）

### その他の登場人物
戦闘には登場せず、主に解説などを担当している。
- 天津飯（声：鈴置洋孝）
- 神様（声：青野武）
- リポーター（声：岸野幸正）
- ミスター・サタン（声：郷里大輔）
- ビーデル（声：皆口裕子）
- 界王神（声：三ツ矢雄二）
- キビト（声：青森伸）
- 老界王神（声：野本礼三）
- 界王様（声：八奈見乗児）
- ナレーション（声：八奈見乗児）

セリフは無いが、オーバービュー画面に登場するキャラクター。
- ヤムチャ
- 餃子
- バビディ

## 関連商品
ドラゴンボール 偉大なるドラゴンボール伝説
山本健司が作曲したゲーム中のBGM、主題歌を収録。1997年9月12日ZAIN RECORDSから発売。
ドラゴンボール 最強格闘BIBLE（Vジャンプ ゲームブックスシリーズ）
本作とPlayStation用ソフト『ドラゴンボール FINAL BOUT』と、スーパーファミコン用ソフト『ドラゴンボールZ HYPER DIMENSION』の計3本が1冊になった攻略本。内容はPS版準拠。